# العلاقات بين الاتحاد الأوروبي وروسيا
العلاقات بين الاتحاد الأوروبي وروسيا هي العلاقات الدولية بين الاتحاد الأوروبي وأكبر دولة واقعة على الحدود الشرقية وهي روسيا. تختلف العلاقات بين الدول الأعضاء في الاتحاد الأوروبي وروسيا، وذلك على الرغم من أن مخطط السياسة الخارجية المشتركة الذي وُضِع من أجل روسيا في التسعينيات من القرن العشرين كان أول مخطط لسياسة خارجية يتفق عليه الاتحاد الأوروبي. اتُفِق أيضًا على أربع مساحات مشتركة بين الاتحاد الأوروبي وروسيا كإطار لإقامة علاقات أفضل. وُقِّع على آخر شراكة إستراتيجية بين الاتحاد الأوروبي وروسيا في عام 2011، واعترض عليها البرلمان الأوروبي لاحقًا في عام 2015 بعد ضم شبه جزيرة القرم والحرب في دونباس.

## توترات حول اتفاقيات الشراكة
شهدت الفترة التي سبقت قمة فيلنيوس عام 2013 التي عُقِدت بين الاتحاد الأوروبي وجيرانه الشرقيين ما وصفته مجلة ذي إيكونوميست بالمنافسة الجيوسياسية الأولية التي لم تشهدها أوروبا منذ نهاية الحرب الباردة، إذ حاولت روسيا إقناع الدول «الأقرب للخارج» (دول ما بعد الاتحاد السوفيتي) بالانضمام إلى الاتحاد الأوروآسيوي الجديد بدلًا من توقيع اتفاقيات الشراكة مع الاتحاد الأوروبي. نجحت الحكومة الروسية بقيادة الرئيس بوتين في إقناع أرمينيا (في سبتمبر) وأوكرانيا (في نوفمبر) بوقف المحادثات مع الاتحاد الأوروبي وبدء المفاوضات مع روسيا بدلًا من ذلك. استمرت قمة الاتحاد الأوروبي مع مولدوفا وجورجيا بالمضي نحو الاتفاقات مع الاتحاد الأوروبي على الرغم من معارضة روسيا. أدت الاحتجاجات واسعة النطاق في أوكرانيا إلى مغادرة الرئيس فيكتور يانوكوفيتش أوكرانيا إلى روسيا في فبراير عام 2014. بدأت روسيا بعد ذلك بالتدخل العسكري في أوكرانيا. أُدين هذا الإجراء على أنه غزو من قبل الاتحاد الأوروبي الذي فرض حظر التأشيرات وتجميد الأصول ضد بعض المسؤولين الروس. ذكر مجلس الاتحاد الأوروبي أن «انتهاك روسيا للقانون الدولي وزعزعة استقرار أوكرانيا يتحدى نظام الأمن الأوروبي في جوهره».
تنظر روسيا إلى بعض الدول التي تقدمت بطلب للانضمام إلى الاتحاد الأوروبي أو حلف شمال الأطلسي (الناتو) بعد سقوط الستار الحديدي كجزء من مناطق نفوذها؛ وانتقدت انضمامهم وكثيرًا ما زعمت بإن الناتو «يحرك بنيته التحتية بشكل أقرب إلى الحدود الروسية». يُعد كل من توسع الناتو في دول البلطيق مثل ليتوانيا ولاتفيا وإستونيا بالإضافة إلى الصعود المقترح لجورجيا وأوكرانيا من بين الادعاءات الرئيسية لروسيا بانتهاك الناتو لمجال نفوذها. رد نائب الأمين العام لحلف الناتو ألكسندر فيرشبو بأن البنية التحتية العسكرية الرئيسية لحلف شمال الأطلسي في أوروبا الشرقية ليست أقرب إلى الحدود الروسية مما كانت عليه منذ نهاية الحرب الباردة، وأن روسيا نفسها تحتفظ بوجود عسكري كبير في البلدان المجاورة.

## اتفاقية الشراكة والتعاون
يتجسد الأساس القانوني للعلاقات بين الاتحاد الأوروبي وروسيا باتفاقية الشراكة والتعاون. وُقِّعت هذه الاتفاقية في يونيو عام 1994 ودخلت حيز التنفيذ منذ ديسمبر عام 1997، وكان من المفترض أن تكون سارية المفعول لمدة 10 سنوات. جُدِّدت هذه الاتفاقية تلقائيًا منذ عام 2007، حتى استُبدّلت باتفاقية جديدة. توفر الاتفاقية إطارًا سياسيًا واقتصاديًا وثقافيًا للعلاقات بين الاتحاد الأوروبي وروسيا، وهي معنية في المقام الأول بتعزيز التجارة والاستثمار والعلاقات الاقتصادية المتناغمة. تشير أيضًا إلى اعتراف الأطراف المشتركة بالمبادئ الديمقراطية وحقوق الإنسان كما هو محدد بشكل خاص في اتفاقية هلسنكي النهائية وميثاق باريس من أجل أوروبا الجديدة والالتزام بالسلام والأمن الدوليين. كان هناك اتفاق بديل قيد التفاوض منذ عام 2008 وبعده ودخول منظمة التجارة العالمية، وكانت هناك اتفاقية أخرى أكثر تفصيلًا ستدخل مرحلة النقاش أيضًا.
لم يكن هنالك قيود تُذكر على الصادرات الروسية إلى الاتحاد الأوروبي باستثناء قطاع الصلب.

## المساحات المشتركة الأربعة
اختارت روسيا عدم المشاركة في سياسة الجوار الأوروبية للاتحاد الأوروبي، وذلك في الوقت الذي تطلعت به لتكون «شريكًا مكافئًا» للاتحاد الأوروبي (على عكس «الشراكة الصغيرة» التي تراها روسيا في سياسة الجوار الأوروبية). اتفقت روسيا والاتحاد الأوروبي نتيجة لذلك على إنشاء أربع مساحات مشتركة للتعاون في مختلف المجالات. لم توجد فروق جوهرية (إلى جانب التسمية)، من الناحية العملية، بين مجموع هذه الاتفاقيات وخطط عمل سياسة الجوار الأوروبية (التي تبناها الاتحاد الأوروبي والدول الشريكة بشكل مشترك في سياسة الجوار الأوروبية). استندت الاتفاقية النهائية في كلتا الحالتين إلى نصوص من تشريعات الاتحاد ونوقِشت واعتُمِدت بشكل مشترك. تتلقى المساحات المشتركة لهذا السبب التمويل من أداة الجوار والشراكة الأوروبية، والتي تمول أيضًا سياسة الجوار الأوروبية.
اتفق الاتحاد الأوروبي وروسيا في قمة سانت بطرسبرغ في مايو عام 2003 على تعزيز تعاونهما من خلال إنشاء أربع مساحات مشتركة على المدى الطويل في إطار اتفاقية الشراكة والتعاون لعام 1997: مساحة اقتصادية مشتركة، ومساحة مشتركة للحرية والأمن والعدالة، ومساحة للتعاون في مجال الأمن الخارجي، ومساحة للبحث والتعليم والتبادل الثقافي.
تبنت قمة موسكو في مايو عام 2005 حزمة واحدة من خرائط الطريق لإنشاء المساحات المشتركة الأربعة. تتوسع هذه المساحات في التعاون المستمر كما هو موضح أعلاه، وتحدد أهدافًا محددة أخرى، وتحدد الإجراءات اللازمة لجعل المساحات المشتركة حقيقة واقعة، ويحددون بذلك جدول أعمال التعاون بين الاتحاد الأوروبي وروسيا على المدى المتوسط.
ركزت قمة لندن في أكتوبر عام 2005 على التنفيذ العملي لخرائط الطريق للمساحات المشتركة الأربعة.

### المساحة الاقتصادية المشتركة
تجسد الهدف من المساحة الاقتصادية المشتركة بخلق سوق مفتوح ومتكامل بين الاتحاد الأوروبي وروسيا. تهدف هذه المساحة إلى إزالة الحواجز أمام التجارة والاستثمار وتعزيز الإصلاحات والقدرة التنافسية، وذلك بناءً على مبادئ عدم التمييز والشفافية والحكم الرشيد.

### المساحة المشتركة للحرية والأمن والعدالة
أخذ العمل في هذا المجال بالفعل خطوة كبيرة إلى الأمام مع انتهاء المفاوضات بشأن تسهيل الحصول على تأشيرة السفر واتفاقات إعادة السماح بالدخول مجددًا. كان كلًا من الاتحاد الأوروبي وروسيا بصدد التصديق على هذه الاتفاقات، وكان حوار التأشيرة بهدف دراسة شروط نظام السفر المتبادل بدون تأشيرة سيستمر كمنظور طويل المدى. أكد رئيس المفوضية الأوروبية في بيان صدر في 15 ديسمبر عام 2011 بعد قمة الاتحاد الأوروبي وروسيا إطلاق «الخطوات المشتركة نحو السفر بدون تأشيرة» مع روسيا. تأملت روسيا في توقيع اتفاق بشأن السفر بدون تأشيرة في وقت مبكر من يناير عام 2014.
كان التعاون على مكافحة الإرهاب والأشكال الأخرى للأنشطة الدولية غير القانونية مثل غسل الأموال، ومكافحة المخدرات والاتجار بالبشر بالإضافة إلى أمن الوثائق سيستمر من خلال إدخال سمات المقياس الحيوي في مجموعة من بطاقات الهوية. إن دعم الاتحاد الأوروبي لإدارة الحدود السياسية وإصلاح النظام القضائي الروسي هي من بين النقاط البارزة في هذا المجال.
اجتمعت لجنة العدل والشؤون الداخلية في 13 أكتوبر عام 2005 من أجل المساهمة في التنفيذ الملموس لخارطة الطريق، ووافقت على تنظيم مجموعات من المؤتمرات والندوات، التي تجمع بين الخبراء والممارسين في مجال مكافحة الإرهاب والجرائم الإلكترونية وأمن الهوية والتعاون القضائي. كان هناك اتفاق حول تطوير تعاون أكبر بين الوكالة الأوروبية لمراقبة وحماية الحدود الخارجية (فرونتيكس) ودائرة أمن الحدود الروسية الاتحادية.

### المساحة المشتركة في مجال الأمن الخارجي
تؤكد خارطة الطريق المسؤولية المشتركة للأطراف عن نظام دولي قائم على التعددية الفعالة، ودعمهم للدور المركزي للأمم المتحدة، وفعالية منظمة الأمن والتعاون في أوروبا ومجلس أوروبا على وجه الخصوص. سيعزز الطرفان تعاونهما في مجال الأمن وإدارة الأزمات من أجل معالجة التحديات العالمية والإقليمية والتهديدات الرئيسية، ولاسيما الإرهاب وانتشار أسلحة الدمار الشامل، وسيعيران اهتمامًا خاصًا لضمان الاستقرار في المناطق المتاخمة للحدود الروسية والاتحاد الأوروبي (الصراعات المجمدة في ترانسنيستريا، وأبخازيا، أوسيتيا الجنوبية، وناغورنو-كاراباخ).
تنتهي أنشطة الاتحاد الأوروبي وروسيا في هذا المجال في إطار سياستها الخارجية والأمنية المشتركة.

### مساحة مشتركة للبحث والتعليم والثقافة
تُبنى هذه المساحة على العلاقات الطويلة الأمد مع روسيا من خلال مشاركتها في أنشطة البحث والتطوير في الاتحاد الأوروبي، وفي الهيئة السادسة لبرامج الأبحاث والتطوير على وجه الخصوص، وفي إطار برنامج تيمبس. تهدف أيضًا إلى الاستفادة من قوة مجتمعات البحث في الاتحاد الأوروبي وروسيا والتراث الثقافي والفكري من خلال تعزيز الروابط بين البحث والابتكار والتعاون الأوثق في التعليم، وذلك من خلال تقارب المناهج والمؤهلات الجامعية، وتضع أيضًا أساسًا ثابتًا للتعاون في المجال الثقافي. وُضعت أيضًا خطط بناء معهد للدراسات الأوروبية بتمويل مشترك من كلا الجانبين في موسكو لبدء العام الدراسي 2006/2007.
يواصل الاتحاد الأوروبي وروسيا العمل معًا في إطار برنامج هوريزون 2020 الذي يمتد من عام 2014 حتى 2020.